# Quiet Riot (álbum de 1978)
Quiet Riot es el álbum debut homónimo de la banda estadounidense de hard rock Quiet Riot y fue publicado solamente en Japón por la discográfica CBS Japan en 21 de marzo de 1978.
Kevin DuBrow y Randy Rhoads formaron una banda llamada Violet Fox, pero tiempo después abandonaron este proyecto y junto al bajista Kelly Garni y el baterista Drew Forsyth fundaron Quiet Riot. El grupo fue a probar suerte a la ciudad de Los Ángeles, California, EE. UU. a finales de los años 1970.  La banda tuvo cierto éxito en las presentaciones que realizó, sin embargo, no consiguió firmar contrato con ninguna discográfica, debido a la fuerte influencia de la música disco en esa época.
Finalmente, en 1977 lograron firmar con Sony y publicaron este álbum, pero solo fue lanzado en Japón en el 21 de marzo del próximo año.
Este disco contiene dos cóvers: «Tin Soldier» de la banda británica Small Faces, la cual fue escrita por Steve Marriott y Ronnie Lane y «Glad All Over», tema compuesto por Dave Clark y Mike Smith, miembros del grupo Dave Clark Five.

## Recepción de la crítica
El crítico de Allmusic, Eduardo Rivadavia, mencionó que Quiet Riot tiene un inicio prometedor con el ‹agradable ostinato de guitarra› que el tema «It's Not So Funny» proporciona.  Sin embargo, Rivadavia juzgó duramente al disco diciendo que después de «It's Not So Funny», las demás canciones se escuchan con un sonido de muy baja calidad. Además criticó el estilo de canto de Kevin DuBrow y la ejecución del guitarrista Randy Rhoads.

## Lista de canciones

### Lado A
| Side one |                        |                              |          |  |
| N.º      | Título                 | Escritor(es)                 | Duración |  |
| 1.       | «It's Not So Funny»    | Kevin DuBrow / Randy Rhoads  | 3:22     |  |
| 2.       | «Mama's Little Angels» | DuBrow / Rhoads              | 3:04     |  |
| 3.       | «Tin Soldier»          | Steve Marriott / Ronnie Lane | 3:33     |  |
| 4.       | «Ravers»               | DuBrow / Rhoads              | 3:08     |  |
| 5.       | «Back to the Coast»    | Randy Rhoads                 | 2:49     |  |
| 6.       | «Glad All Over»        | Dave Clark / Mike Smith      | 3:09     |  |

### Lado B
| Side one |                        |                 |          |  |
| N.º      | Título                 | Escritor(es)    | Duración |  |
| 1.       | «Get Your Kicks»       | DuBrow / Rhoads | 2:49     |  |
| 2.       | «Look in Any Window»   | Randy Rhoads    | 3:41     |  |
| 3.       | «Just How You Want It» | Randy Rhoads    | 2:45     |  |
| 4.       | «Riot Reunion»         | DuBrow / Rhoads | 2:08     |  |
| 5.       | «Fit to Be Tied»       | DuBrow / Rhoads | 3:27     |  |
| 6.       | «Demolition Derby»     | DuBrow / Rhoads | 4:23     |  |

## Créditos
- Kevin DuBrow — voz
- Randy Rhoads — guitarra
- Kelly Garni — bajo
- Drew Forsyth — batería